# Stephan Dingerkus
Stephan Dingerkus (* 19. Oktober 1807 in Attendorn; † 14. April 1872 in Bilstein) war ein deutscher Jurist und preußischer Abgeordneter.

## Leben
Er besuchte das Gymnasium Laurentianum Arnsberg und ein Gymnasium in Münster. In Bonn studierte er Staats- und Rechtswissenschaften. Er war 1833 Auskultator und 1837 Referendar. In den Jahren 1837/38 war er juristischer Hilfsarbeiter am Justizamt in Menden. Dieselbe Funktion hatte er von 1838 bis 1845 am Land- und Stadtgericht Attendorn und am Höheren Justizkollegium in Arnsberg. Im Jahr 1845 wurde er Assessor und 1846 Oberlandesgerichtsassessor. Zwischen 1850 und 1854 amtierte er als Kreisrichter am Kreisgericht Siegen. Nach einer kurzen Zeit als Rechtsanwalt in Bilstein war er seit 1854 Anwalt in Olpe. Später war er dort auch Notar.
Zwischen 1855 und 1858 war er für die Kreise Altena, Olpe und Siegen Mitglied des preußischen Abgeordnetenhauses. Er gehörte der katholischen Fraktion an.